# NGC 1725
NGC 1725 é uma galáxia elíptica (E-S0) localizada na direcção da constelação de Eridanus. Possui uma declinação de -11° 07' 55" e uma ascensão recta de 4 horas, 59 minutos e 22,9 segundos.
A galáxia NGC 1725 foi descoberta em 10 de Novembro de 1885 por Edward Emerson Barnard.